# Noresund
Noresund is een plaats in de Noorse gemeente Krødsherad, provincie Buskerud. Noresund telt 340 inwoners (2007) en heeft een oppervlakte van 0,84 km².